# Dolní zvonice (Benešov)

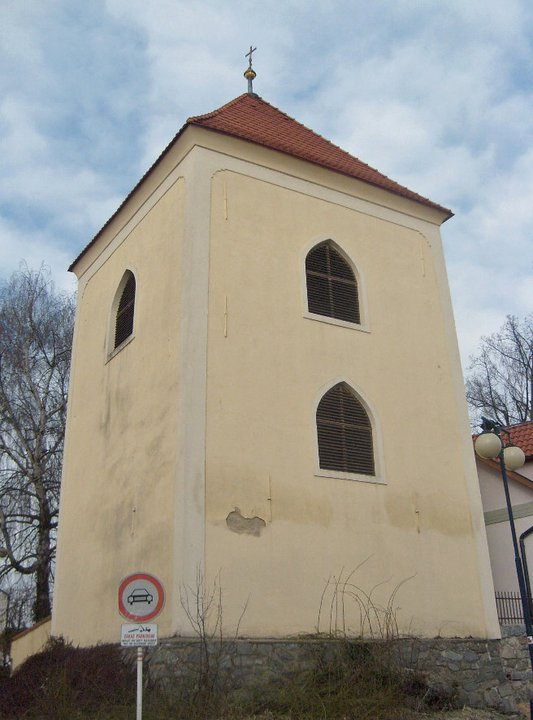
Benešov – Dolní zvonice

Dolní zvonice je samostatná věž nacházející se v historické části města Benešova ve Středočeském kraji v ulici Na Karlově, která navazuje na Masarykovo náměstí v centru města. Druhá podobná věž se nazývá Horní zvonice a stojí na stejné ulici východně od ní.

## Věž
Dolní zvonice se nachází v dolní části v ulici Na Karlově v blízkosti zříceniny klášterního kostela minoritů. Původní dřevěná zvonice je v písemných pramenech připomínána k roku 1627 a kresebně doložena na plánu města z roku 1680. Stála na místě někdejšího starého proboštství (vetus praepositum). Dnešní zděná podoba pochází z 1834.

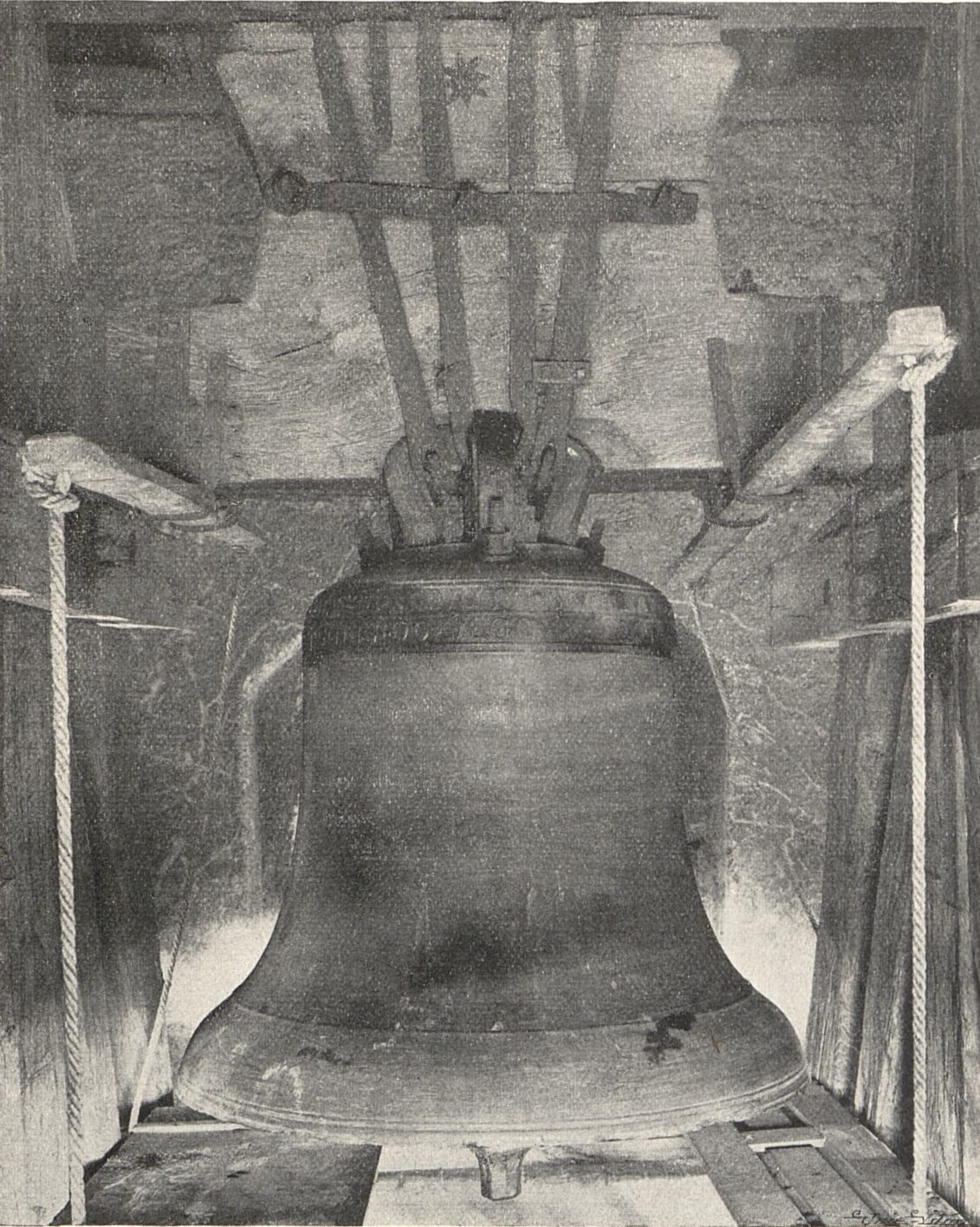
Zvon z roku 1322.

## Zvon
Ve zvonici je zavěšen jeden z nejvzácnějších zvonů v Čechách, gotický zvon Ave Maria od mistra Rudgera z roku 1322. Zvon vznikl nejspíše v dílnách břevnovského kláštera a náleží k nejstarším v Čechách.
Vyzvání u příležitosti významných událostí.
Zvonice není běžně veřejnosti přístupná.